# 1451 en santé et médecine
| Années de la santé et de la médecine : 1448 - 1449 - 1450 - 1451 - 1452 - 1453 - 1454    |
| Décennies de la santé et de la médecine : 1420 - 1430 - 1440 - 1450 - 1460 - 1470 - 1480 |

Cet article présente les faits marquants de l'année 1451 en santé et médecine.

## Événements
- 6 janvier et 7 juillet : pour remédier à la pénurie d'artisans, les échevins d'Apt en Provence « n'hésitent pas à transgresser les coutumes les plus formelles » et installent un serrurier lépreux dans une cave-atelier, où il exerce son métier, mais dont l'accès est interdit aux clients, qui traitent par l'intermédiaire de sa femme[1].
- Février : le sultan Mourad II meurt, près d'Andrinople, « frappé au milieu d'un festin d'une attaque d'apoplexie » ou, selon un autre historien, atteint « d'une faiblesse superstitieuse », mélancolie suicidaire qu'un derviche lui aurait suggérée en lui annonçant sa mort prochaine[2].
- 25 août : des lunettes « pour voir de loin », donc à lentilles divergentes et à l'usage des myopes, sont mentionnées dans une lettre datée de Ferrare et adressée à Cosme de Médicis[3].
- 1er septembre : fondation par John Westende de huit maisons de charité à Wokingham, dans le Berkshire en Angleterre[4].
- Fondation de l'université de Glasgow où l'enseignement de la médecine ne sera attesté qu'en 1469, lorsqu'un certain Andrew de Garleis sera enregistré comme doctor in medicinis[5].
- Fondation de l'hôpital Saint-Nicolas de Raguse par Johannes de Volzo[6].
- Fondation à Crémone, par le pape Nicolas V, du nouvel hôpital Santa Maria della Pieta, réunion de dix-huit plus petits établissements, vouée au service des pèlerins et des malades[7].
- Fondation d'un hôpital de deux lits à Chevetogne dans le comté de Namur, sur la route de Saint-Hubert à Namur[8].
- Fondation d'un hôpital de sept lits à Slins, aujourd'hui section de Juprelle, dans la principauté de Liège, par un certain Gilles Malparlant[9].
- Première mention à Kingcase, paroisse de Prestwick en Écosse, de l'hôpital St. Ninian, destiné aux malades et aux indigents[10].
- Au témoignage d'un certain Antoine Artesan,  « il y a, à l'Hôtel-Dieu, une personne appointée  qui est chargée de préparer les boissons et les médicaments », première mention connue d'un service de pharmacie hospitalière à Paris[11].
- Premier cas de rhinoplastie mentionné, et sans doute légendaire : ayant perdu un œil au cours d'un tournoi, Frédéric de Montefeltre se serait fait limer la racine du nez pour augmenter sa vision latérale[12].
- 1451-1456 : à l'initiative de Francesco Sforza, duc de Milan, construction de l'Ospedale dei Poveri (hôpital des Pauvres), connu sous les noms de Ca' Granda ou Ospedale Maggiore (grand hôpital)[13],[14].

## Publication
- Théodore Gaza traduit en latin, sous le titre d'Historia plantarum, les Περὶ Φυτῶν Ιστορίας (« Recherches sur les plantes ») de Théophraste (371-288 av. J.-C.), dont le livre dixième est consacré aux propriétés des plantes médicinales[15].

## Naissance
- Vers 1451 : Abraham ben Mordecai Farissol (mort en 1525), philosophe, traducteur et exégète juif « qui s'est intéressé dès sa première jeunesse, à Avignon, aux sciences de la nature, à l'astronomie et à la médecine[16] ».

## Décès
- Jean de Hueven (né à une date inconnue), docteur en théologie, en droit et en médecine, originaire de Arnhem aux Pays-Bas, étudiant ou professeur à Cologne, Heidelberg et Paris[17].